# Howard Donald
Howard Paul Donald (28 de abril de 1968),  es un cantante inglés, compositor, músico. Toca el piano y la batería. Es conocido por ser un integrante de la banda Take That.

## Los primeros años
Nacido en Droylsden, Mánchester (Inglaterra) tiene cuatro hermanos: Colin, Michael, Glenn, y Samantha. Sus padres, Kathleen (cantante) y Keith (profesor de baile) se divorciaron cuando Howard tenía 8 años. Su padrastro se llama Mike.
Se educó en el colegio Moreside Junior, en Jorsdan, y más tarde en el instituto masculino Little Moss. Al dejar el instituto, realizó un módulo YTS sobre coches. Su primer trabajo fue en Knibbs (Mánchester) donde trabajaba como pintor de coches. Después trabajó durante dos años en los talleres Wimpole arreglando coches, pintándolos y poniéndoles alerones. Bailaba breakdance y actuaba en fiestas como DJ cada vez que podía. También hizo algunos trabajos como modelo.
Además de trabajar como coreógrafo de una banda junto a Jason Orange también compañero del que sería el grupo que le dio la fama, TAKE THAT.

## Primeros años con Take That
En 1991 se une a Jason Orange, Gary Barlow, Mark Owen y Robbie Williams para formar la exitosa banda Take That. Su primer álbum fue “Take That and Party” (1992), del que sacaron siete singles. Con su segundo trabajo, “Everything changes” (1993), consiguieron que cuatro de los seis singles extraídos fuesen número 1: “Pray”, “Relight my fire”, “Babe” y "Everything changes”. Además, Howard se estrena como solista y compositor del tema “If This Is Love”. 
En el otoño de 1993 conoce a la que fue su pareja durante 10 años, Victoria Piddington, fan inglesa del grupo que, sin llegar a casarse con él, es la madre de su hija mayor Grace May, nacida en marzo de 1999.
El último álbum de estudio de la banda fue “Nobody else” (1995), del que salen dos de los temas que consagraron a Take That, “Back for good” (#1) y “Never Forget” (#1), en este último el cantante principal es Howard.
En rl verano de 1995, Robbie Williams deja el grupo y comienza una exitosa carrera como solista. Take That continúa como cuarteto y lanza en 1996 el recopilatorio “Greatests Hits” con un nuevo tema, una versión de “How deep is your love” de los Bee Gees. 
Take That se separa el 13 de febrero de 1996 tras su última gira Nobody Else y con unas ventas de más de 25 millones de discos.

## Carrera en solitario
Tras la separación del grupo, Howard pasó los siguientes años desarrollando su cualidad de compositor y tratando de sacar un álbum en solitario. Tras acabar de grabar el que iba a ser su primer disco, al intentar lanzar el primer sencillo “Speak Without Words”, tiene unos conflictos legales que finalmente le impiden el lanzamiento. El videoclip del tema se rodó en Cuba.
Sin embargo, Howard relanza su carrera como House DJ de éxito, actuando en las discotecas más prestigiosas de Europa, incluyendo Ibiza, Alemania e Inglaterra.

## Regreso con Take That
A finales de 2006 se estrenó el documental “Take That For The Record” (emitido en el décimo aniversario de la disolución de la banda). En él Howard confiesa que tras la ruptura estuvo tan deprimido que salió de la rueda de prensa con la firme intención de suicidarse tirándose al río Támesis, testimonio que conmocionó a sus compañeros y a su antiguo mánager, Nigel Martín Smith. 
En 2005 Take That volvió a unirse sacando el 14 de noviembre del mismo año una nueva edición de su último álbum “Greatest Hits” llamada “Never Forget. The ultimate collection” que incluía la canción inédita “Today I’ve Lost You” compuesta por Gary Barlow en 1995. Asimismo editaron el DVD de mismo nombre con todos los videoclips de la banda, a excepción, curiosamente, del video de su primer sencillo “Do what u like”. 
En abril de 2006 inician en Newcastle una gira por Inglaterra e Irlanda: “Never Forget. The ultimate tour”. A finales del mismo año lanzan el DVD del concierto que lleva por título “The ultimate Tour. Live on Manchester”.
Finalmente, tras 11 años de silencio Take That se une de nuevo en 2006 para sacar el cuarto álbum de estudio “Beautiful World” (con más de 1.300.000 copias vendidas), del que ya han sacado tres singles: “Patience” (#1), “Shine” (#1) y “I’d wait for life”(#17). En octubre de 2007 lanzan el sencillo “Rule the world” (#2) compuesto exclusivamente para la película de Paramount “Stardust”, tema que se incluyó en la reedición de su álbum “Beautiful World Tour Edition”.  
Howard es el cantante principal de dos canciones, "Beautiful World" (que da título al disco) y "Mancunian Way". Esta última debe su nombre a la carretera que la banda tomaba para ir a Mánchester, ciudad natal del grupo, y es un tributo a los orígenes de Take That. Al final de la canción se puede escuchar a Grace, hija mayor de Howard, cantando el estribillo. 
El 11 de octubre de 2007 comienzan en Belfast la gira europea “Beautiful World”, desgraciadamente apenas 15 días más tarde, Howard sufre una lesión en el pecho por la que tiene que ser hospitalizado en Viena (Austria), lo que le obliga a apartarse de la gira. Según publica la prensa británica, Donald sufrió un colapso pulmonar tras intentar un movimiento de baile que consistía en dar varias volteretas hacia atrás. 
Mientras se recupera de su lesión, el grupo proyecta un mensaje de Howard desde el hospital en los conciertos y posteriormente aparece varias veces en el escenario junto al resto de los Take That, en una ocasión vestido de enfermera y en otra con una bata verde de hospital. Cuenta al público lo mal que se siente por tener que estar sentado entre bastidores, viendo el espectáculo y sin poder actuar junto a sus compañeros. Asegura a las fanes que se recuperará tan pronto como pueda, ya que está un poco preocupado por cómo Take That "…lo está haciendo tan bien como trío...". Howard también dio al público una pequeña sorpresa cuando salía del escenario, no más grande que la que le dio a sus compañeros: cuando dio la espalda al público, Howard dejó ver que no llevaba ropa bajo la bata de hospital, mostrando así su culo desnudo al público, lo que provocó un masivo vitoreo por parte de la banda y la audiencia.
Actualmente Howard está totalmente recuperado y el 25 de febrero sale a la venta el DVD de la gira de Take That “Beautiful World Live”.

## Vida personal
Su relación con Victoria Piddintong, con la que tuvo su primogénita, Grace, nacida en marzo de 1999, se terminó por su nueva relación con la alemana Marie Christine Musswessels, a la que conoció en Berlín mientras trabajaba como DJ estando aún viviendo con ella en UK. Con Musswessels tuvo a su segunda hija, Lola May, en 2006. Comenzó una relación con Katie Halil, antes de terminar su relación con la alemana Müsswessels. En enero de 2015 Howard Donald se casó con Katie Halil. Con ella tiene dos hijos, Bowie Taylan (nacido en enero de 2016) y Dougie Bear (nacido en febrero de 2017).